# سیارک ۶۹۶۹
سیارک ۶۹۶۹ (به انگلیسی: 6969 Santaro، نامگذاری:1991VF5) شش هزار و نهصد و شصت و نهمین سیارک کشف شده‌است که در ۴ نوامبر ۱۹۹۱ کشف شد.
قدر مطلق سیارک برابر ۱۳٫۴۰ است.